# Klikawa (potok)
Klikawa (Kliklawa, Bystra, czes. Slánský potok, Střela i Šnela; niem: Schnelle) – potok górski w Sudetach Środkowych, przepływający przez Góry Orlickie i Wzgórza Lewińskie w woj. dolnośląskim.
Uchodzi do Metuje jako lewy dopływ tuż po przekroczeniu granicy z Czechami. Metuje należy do dorzecza Łaby i zlewiska Morza Północnego. Źródła położone są na wysokości ok. 760 m n.p.m., na zachodnim zboczu Jelenia w Górach Orlickich, w okolicy przysiółka Zimne Wody. Potok w górnym biegu spływa stromą, mało zaludnioną doliną, której zbocza miejscami tworzą wąskie głębokie wąwozy. Od Lewina Kłodzkiego potok płynie wzdłuż drogi krajowej nr 8 w kierunku ujścia do Metuje po czeskiej stronie granicy, w okolicy wsi Słone (dzielnica Kudowy-Zdroju). W korycie potoku występują małe progi skalne. Dolina Bystrej należy do ciekawszych dolin Wzgórz Lewińskich.
Zasadniczy kierunek biegu Bystrej jest zachodni. Jest to potok górski, zbierający wody południowych zboczy Wzgórz Lewińskich. Potok w większości swojego biegu nieuregulowany, o wartkim prądzie wody.
Ważniejsze dopływy
- Jaworniczka
- Wyżnik
- Dańczówka

Miejscowości przez które przepływa
- Zimne Wody
- Lewin Kłodzki
- Jeleniów
- Kudowa-Zdrój